# Graham Edwards (cầu thủ bóng đá)
Graham Edwards (sinh ngày 21 tháng 7 năm 1936) là một cựu cầu thủ bóng đá người Anh. Ông thi đấu ở Hà Lan cho VVV-Venlo.